# Claire Préaux
Claire Préaux, née à Liège le 21 décembre 1904 et morte à Ixelles le 28 mars 1979, est une historienne et philologue belge spécialiste de l'époque hellénistique. Elle enseigna à l'Université libre de Bruxelles et reçut en 1953 le Prix Francqui en philologie classique. Elle eut notamment pour élève Jacques Moreau.

## Biographie
Claire Eugénie Augustine Adèle Préaux nait à Liège le 21 décembre 1904. Après avoir obtenu son diplôme d'institutrice à l'École normale Émile-André, elle s'inscrit en 1923 à l'Université Libre de Bruxelles où elle obtient, en 1927, un doctorat en philologie classique avec sa thèse Sentiments de famille dans l'Égypte gréco-romaine d'après les papyrus, travaux sur vie quotidienne documentée par la papyrologie grecque sous la direction de Marcel Hombert. 
Après avoir enseigné un an au Lycée Emile Jacqmain, elle obtient un mandat d'aspirante au FNRS, de 1928 à 1934. À partir de 1931, elle travaille au British Museum sur le déchiffrement de papyrus de l'intendant Zénon, et acquiert une profonde connaissance de l'économie de l'Égypte ptolémaïque. En 1934, elle devient assistante en philologie grecque. En 1939, elle présente sa thèse L'économie royale des Lagides et elle obtient le titre d'agrégée de l'enseignement supérieur ainsi que le cours d'Institutions grecques. En 1941, sa candidature en tant qu'enseignante d'Histoire de l'Antiquité est rejetée par le commissaire allemand, car elle n'est ni flamande ni un homme. 
Durant la Seconde Guerre mondiale, lorsque l'ULB doit fermer ses portes, elle reste en contact étroit avec ses étudiants et continue à donner cours clandestinement chez elle. En 1944, elle est nommée professeure ordinaire et enseigne jusqu'en 1975. En 1957, elle devient membre de l'Académie Royale de Belgique. En 1965, elle est la première femme élue correspondante étrangère à l'Académie des inscriptions et belles-lettres de Paris. Sa réputation internationale lui vaut de donner des cours ou des conférences aux universités du Caire et d'Alexandrie, d'Oxford et de Londres, de Genève, de Bâle et de Berne, de Paris, de Strasbourg et au Collège de France.
Durant dix ans, elle préside la Commission des Bourses internationales de la Fédération internationale des Femmes universitaires, dans le but de permettre aux jeunes étudiantes de poursuivre des recherches à l'étranger. En 1965, un Fonds des Bourses Claire Préaux est créé en son honneur. Elle est déléguée de 1967 à 1978 à l'Union académique internationale et est élue en 1978 pour quatre ans comme membre du bureau de cette instance.
Elle décède le 28 mars 1979 à Ixelles.

## Distinctions honorifiques
Claire Préaux est la première femme à obtenir le prix Francqui (1953) ainsi que la première femme à occuper la Chaire Francqui (1961). 
Elle est nommée membre correspondante de diverses académies. 
Elle est nommée Docteure Honoris Causa des Universités de Strasbourg et de Fribourg-en-Bresgau.

## Publications
- L’Économie Royale des Lagides (Brussels: Fondation Égyptologique Reine Elisabeth, 1939)
- Le Monde Hellénistique. La Grèce et l'Orient (323-146 av. J.-C.) coll. « Nouvelle Clio. L'histoire et ses problèmes », Presses universitaires de France,  1re édition Paris 1978: Tome premier   (ISBN 2130413668) et Tome second  (ISBN 2130416799) p. 814.